# Johnstone Mill

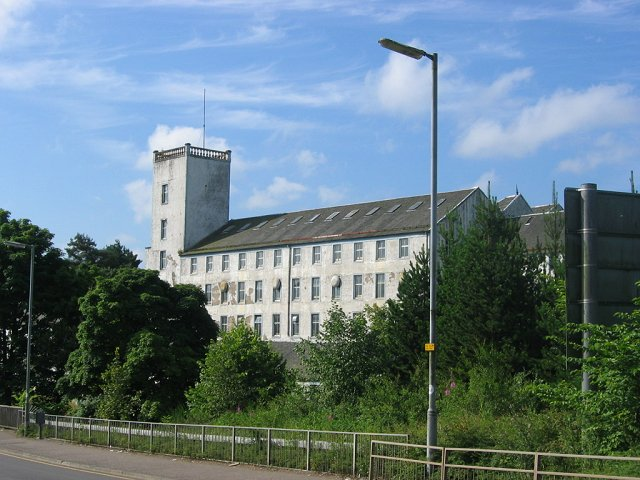
Johnstone Mill, 2005

Die Johnstone Mill ist eine ehemalige Spinnerei in der schottischen Stadt Johnstone in der Council Area Renfrewshire. Es handelt sich um die älteste erhaltene Baumwollspinnerei in Schottland und eine der ältesten im Vereinigten Königreich. Sie gilt als seltenes Exemplar einer Spinnerei mit wassergetriebener Maschinerie, wie sie im späten 18. Jahrhundert üblich war. Das Gebäude liegt an der High Street am Nordwestrand von Johnstone am Ufer des Black Cart Water.

## Geschichte
Das älteste Gebäude wurde im Jahre 1782 für Corse, Burns & Co. errichtet. Bereits 1786 wurde die Produktionsfläche durch Errichtung eines weiteren Gebäudes beinahe verdoppelt. 1837 zerstörte ein Brand den südlichen Gebäudeteil. Im Zuge des Wiederaufbaus wurde eine Dampfmaschine installiert. 1856 und um 1870 wurden weitere Gebäude hinzugefügt. Nach beinahe 220 Jahren durchgängigem Betrieb wurde die Spinnerei schließlich geschlossen.
Im Jahre 2003 wurde das Gebäude in das Register gefährdeter denkmalgeschützter Bauwerke in Schottland aufgenommen. Zu diesem Zeitpunkt nutzte ein US-amerikanischer Schürsenkelproduzent die Gebäude. Es existierten Pläne in der ehemaligen Spinnerei Wohnungen unterzubringen, welche im Folgejahr genehmigt wurden. Hierbei handelte es sich auch um das letzte Nutzungsjahr der Räumlichkeiten. Ab 2007 wird von Vandalismus innerhalb des Gebäudes berichtet. 2008 lief die 2004 erteilte Umbaugenehmigung ungenutzt aus. In den Folgejahren verschlechterte sich der Gebäudezustand sukzessive. Nachdem bereits 2009 ein Feuer ausgebrochen war, entstand bei einem weiteren Brand im April 2010 erheblicher Sachschaden. Bei weiteren Bränden im Juni desselben Jahres und schließlich im Juli 2012 gingen große Teile des Gebäudes verloren. Es ist nur noch als Ruine erhalten und in die höchste Gefährdungsstufe eingestuft. Auf Grund des schlechten Zustands wurde eine ehemalige Aufnahme in die schottischen Denkmallisten in die höchste Kategorie A 2016 aufgehoben.